# Lázaro Villada
Lázaro Villada (Madrid, ? - ?) fue un ciclista español de primeros del siglo XX. Su éxito más importando fue el Campeonato de España en ruta de 1917.

## Palmarés
- 1911
  - 2.º en el Campeonato de España
- 1912
  - 4.º en la Volta a Cataluña
  - 1.º en el Brazal Le Gaulois
- 1914
  - 7.º en el Campeonato de España
- 1916
  - 1.º en la Sociedad Deportiva Obrera
  - 2.º en el Campeonato de Castilla
- 1917
  -  Campeón de España de ciclismo en ruta